# Soiuz T-11
Soiuz T-11 va ser un vol espacial tripulat de la Unió Soviètica en 1984 a l'estació espacial Saliut 7 en òrbita terrestre. Va ser la sisena expedició a l'estació, i va transportar el primer cosmonauta indi.
La Saliut 7 va estar sense tripulació després del desacoblament del Soiuz T-11 en octubre de 1984 fins que el Soiuz T-13 es va acoblar a l'estació en juny de 1985. La Saliut 7 va desenvolupar problemes mentre no havia tripulació, que va significar que la tripulació de la Soiuz T-13 va haver de realitzar l'acoblament de forma manual i reparar l'estació.

## Tripulació
| Posició                   | Tripulació de llançament                              | Tripulació d'aterratge                               |
| ------------------------- | ----------------------------------------------------- | ---------------------------------------------------- |
| Comandant                 | Iuri Màlixev Segon vol espacial Unió Soviètica        | Leonid Kizim Segon vol espacial Unió Soviètica       |
| Enginyer de vol           | Guennadi Strekàlov Tercer vol espacial Unió Soviètica | Vladímir Soloviov Primer vol espacial Unió Soviètica |
| Cosmonauta d'investigació | Rakesh Sharma Primer vol espacial Índia               | Oleg Atkov Primer vol espacial Unió Soviètica        |

### Tripulació de reserva
| Posició                   | Tripulació                       | Tripulació                       |
| ------------------------- | -------------------------------- | -------------------------------- |
| Comandant                 | Anatoli Berezovoi Unió Soviètica | Anatoli Berezovoi Unió Soviètica |
| Enginyer de vol           | Gueorgui Gretxko Unió Soviètica  | Gueorgui Gretxko Unió Soviètica  |
| Cosmonauta d'investigació | Ravish Malhotra Índia            | Ravish Malhotra Índia            |

## Paràmetres de la missió
- Massa: 6850 kg
- Perigeu: 195 km
- Apogeu: 224 km
- Inclinació: 51,6°
- Període: 88,7 minuts